# Cellaria elongatoides
Cellaria elongatoides is een mosdiertjessoort uit de familie van de Cellariidae. De wetenschappelijke naam van de soort is voor het eerst geldig gepubliceerd in 1936 door Bassler.